# Rhizochloridales
Ordre
Les Rhizochloridales sont un ordre d’algues de la classe des Xanthophyceae.

## Liste des familles
Selon AlgaeBase (19 mars 2022) : 
- Myxochloridaceae Pascher
- Rhizochloridaceae Pascher
- Rhizogranulochloridaceae Skvortsov
- Rhizounochloridaceae Skvortsov
- Stipitococcaceae Pascher ex G.M.Smith